# Andrei Lukanow

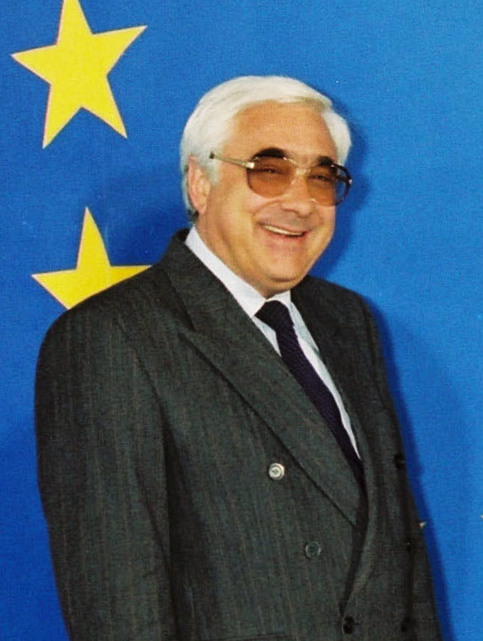
Andrei Lukanow, 1990

Andrei Karlow Lukanow (bulgarisch Андрей Карлов Луканов; * 26. September 1938 in Moskau; † 2. Oktober 1996 in Sofia, Bulgarien) war ein bulgarischer Diplomat, Politiker und Ministerpräsident.

## Biographie

### Familie, Studium und diplomatische Laufbahn
Lukanow war der Sohn des späteren Vizeministerpräsidenten und Außenministers von 1956 bis 1961, Karlo Lukanow, der mit seiner kommunistisch geprägten Familie im Exil in der Sowjetunion lebte. Sein Großvater Todor Lukanow engagierte sich ebenfalls in führender Position in der Kommunistischen Partei und überstand nach seiner Emigration in die Sowjetunion den Großen Terror unter Josef Stalin.
Er selbst absolvierte ein Studium am Institut für Auswärtige Beziehungen in Moskau, das er 1963 mit der Graduierung abschloss. Im gleichen Jahr trat er der damals herrschenden Bulgarischen Kommunistischen Partei (BKP) (Balgarska Komunisticeska Partija) bei und in den Diplomatischen Dienst ein.
Von 1963 bis 1965 war er zunächst Mitarbeiter der Abteilung COMECON des Außenministeriums. Anschließend wurde er Leiter der Abteilung Internationale Organisationen. Von 1969 bis 1972 fand er eine Verwendung als Erster Sekretär und zugleich Geschäftsträger der Ständigen Vertretung bei den Vereinten Nationen in Genf.
In den folgenden Jahren machte er in der Volksrepublik Bulgarien eine Karriere innerhalb der kommunistischen Regierung.

### Minister und Aufstieg zum Ministerpräsidenten
Am 1. Februar 1972 wurde er zunächst Vizeminister und bereits am 31. Oktober 1973 Minister für Außenhandel in der Regierung von Stanko Todorow. Während seiner Amtszeit bis 16. Juni 1976 war er 1974 bis 1975 auch Vorsitzender des Rates für Handel und Entwicklung der UNO.
Am 17. Juni 1976 erfolgt seine Ernennung zum Stellvertretenden Vorsitzenden des Ministerrates sowie zum Vorsitzenden des Komitees für wirtschaftliche Zusammenarbeit. Zugleich wurde er zum Kandidaten des Zentralkomitees (ZK) der BKP sowie zum Abgeordneten der Großen Nationalversammlung gewählt. Bereits ein Jahr später erfolgte seine Wahl zum Mitglied des ZK der BKP sowie zum Mitglied des Nationalrates der Vaterländischen Front, einer kommunistischen Massenorganisation. 1979 wurde er zum Kandidaten des Politbüros des ZK gewählt und gehörte damit bereits dem erweiterten Führungsgremium der BKP an. Zusätzlich war er 1980 bis 1981 Vorsitzender des Exekutivrates der COMECON und später Vorsitzender der Währungskommission des ZK der BKP.
Am 18. August 1987 gab er sein Amt des Stellvertretenden Ministerpräsidenten ab und wurde stattdessen Minister für auswärtige Wirtschaftsbeziehungen. Als Minister hatte er maßgeblichen Einfluss auf den Sturz des Staatsratsvorsitzenden und Generalsekretärs der BKP, Todor Schiwkow, am 10. November 1989. Am 17. November 1989 trat er dann als Minister zurück. Am 8. Februar 1990 wurde er als Nachfolger von Georgi Atanassow letzter Vorsitzender des Ministerrates. Als solcher legte er im März 1990 ein Moratorium zum Stand der Auslandsschulden vor. Aus den im Juni 1990 abgehaltenen Wahlen zur Großen Nationalversammlung ging die im April 1990 zur Bulgarischen Sozialistischen Partei (BSP) umbenannte BKP mit 211 von 400 Mandaten mit einer absoluten Mehrheit hervor. Im September 1990 wurde er zum Stellvertretenden Vorsitzenden der BSP gewählt.
In dieser Zeit gehörte er dem Runden Tischen zur Auflösung der Volksrepublik und Vorbereitung der Gründung der Republik Bulgarien an. Nach der Gründung der Republik Bulgarien am 15. November 1990 trat er am 7. Dezember als Vorsitzender des Ministerrates zurück und übergab das Amt mit der nunmehrigen Bezeichnung Ministerpräsident an Dimitar Popow. Am 27. August 1991 trat er von seinem Amt des Stellvertretenden Vorsitzenden der BSP zurück.

### Verhaftung und Ermordung
In den folgenden Jahren blieb er bis zu seinem Tod als Abgeordneter Vertreter der BSP in der Nationalversammlung. Auf Antrag des Generalstaatsanwalts wurde während der Amtszeit von Ministerpräsident Filip Dimitrow durch Beschluss der Nationalversammlung am 7. Juli 1992 seine Politische Immunität aufgehoben. Am 9. Juli folgte seine Verhaftung unter dem Vorwurf der Hinterziehung staatlicher Gelder, die für Entwicklungsländer und nationale Befreiungsbewegungen bestimmt waren. Allerdings wurde er weder angeklagt noch verurteilt und schließlich am Ende der Amtszeit von Ministerpräsident Dimitrow am 30. Dezember 1992 aus der Haft entlassen. 1994 wurde er Mitbesitzer und Präsident einer Russisch-Bulgarischen Gesellschaft.
Am 2. Oktober 1996 fiel er vor seinem Haus in Sofia einem Attentat zum Opfer.
Posthum verurteilte der Europäische Gerichtshof für Menschenrechte in Straßburg die Republik Bulgarien zur Zahlung von 40.000 Francs wegen seiner illegalen Inhaftierung von Juli bis Dezember 1992.